# 厄爾利山
厄爾利山（英語：Mount Early），是南極洲的山峰，位於阿蒙森海岸，處於丹吉洛海崖以北24公里，海拔高度2,720米，在1934年12月由美國探險隊發現，現時由南極條約體系管理。